# Daniil Leonidowitsch Andrejew

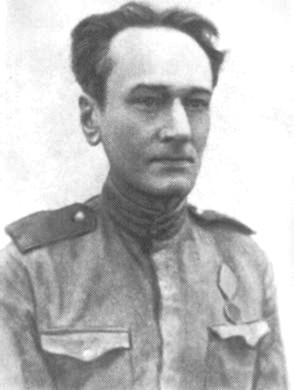
Daniil Leonidowitsch Andrejew, 1943

Daniil Leonidowitsch Andrejew (auch: Daniel Andrejew; russisch Даниил Леонидович Андреев; * 2. November 1906 in Berlin; † 30. März 1959 in Moskau) war ein russischer Schriftsteller und Dichter.

## Leben
Andrejew ist der Sohn von Alexandra Weligorskaja, Großnichte des ukrainischen Dichters Taras Schewtschenko, und des Schriftstellers und Dramaturgen Leonid Andrejew. Da seine Mutter kurz nach der Entbindung starb, wurde er von ihren Eltern aufgenommen und erzogen. 1929 erfolgte die Absolvierung der Höheren Literaturkurse in Moskau und die Arbeit als Schriftsetzer, da die Veröffentlichung seiner Werke in der Sowjetunion aus politischen Gründen unmöglich war. Er gab Lesungen im engen Freundeskreis.
1942 erfolgte die Einberufung zum Kriegsdienst und 1944 die Rückkehr nach Moskau. 1947 kam es zur Konfiszierung und Vernichtung aller Manuskripte verbunden mit einer 19-monatigen Untersuchungshaft. Er wurde zur damaligen Höchststrafe von 25 Jahren Kerkerhaft wegen antisowjetischer Propaganda, Bildung einer antisowjetischen Gruppe und Vorbereitung eines Attentats auf Stalin verurteilt, die er im Gefangenenlager Wladimirowka in der Stadt Wladimir verbüßen musste. 1956 erfolgte die Verkürzung seiner Haftzeit auf 10 Jahre durch die Kommission zur Revidierung der Urteile gegen politische Gefangene als Folge der Bemühungen seiner zukünftigen Frau Alla Andrejewa und Freunde.
1957 erfolgte die Entlassung aus der Haft in einem hoffnungslosen gesundheitlichen Zustand. Zwischen 1957 und 1959 kam es zur Wiederherstellung einiger Manuskripte, darunter vor allem von Die Weltrose. 1958 heirateten Daniil und Alla. Danach verbrachten sie einige Monate im Nordkaukasus und zogen Anfang 1959 wieder zurück nach Moskau, wo er Ende März starb. Daniil Andrejew wurde auf dem Friedhof Nowodewitschje neben seiner Mutter und Großmutter begraben.

## Werke
Fast alle Werke Andrejews wurden bereits vor 1947 verfasst. Diese wurden jedoch wegen ihres antisowjetischen Inhaltes von der sowjetischen Staatssicherheit zerstört. Auch seine Novelle Wanderer der Nacht (russisch: Странники ночи), in der er über den spirituellen Gegensatz zum Sowjetregime und zum Atheismus schrieb, wurde vernichtet. Während seiner Gefangenschaft war Andrejew in der Lage, einige seiner Gedichte erneut niederzuschreiben. Dies gelang ihm bei der Novelle Wanderer der Nacht nur zu einem kleinen Teil. Einige seiner Werke konnte ein Freund sicher verwahren, darunter auch erste Gedichte, welche er bereits im Alter von acht Jahren verfasste.
Während seiner Gefangenschaft hatte Andrejew „mystische Visionen“ und begann sein Werk Rosa Mira zu schreiben, welches er erst nach seiner Freilassung beendete. Das Buch wurde in der Sowjetunion im Selbstverlag (Samisdat) abgedruckt, aber erstmals posthum 1991 offiziell veröffentlicht.
Seitdem folgten zahlreiche Neuauflagen, Veröffentlichung seines Gesamtwerkes Gedichte und Poeme (russisch: Стихотворения и поэмы), Briefe aus dem Gefängnis und Übersetzungen der Rosa Mira.
In seinem Buch Rosa Mira („Die Weltrose“) beschreibt er detailliert verschiedene Ebenen spiritueller Realitäten, welche nach Andrejew die Erde umgeben. Diese neue aufkommende Religion, genannt „Weltrose“ soll Menschen und Staaten einen. Zudem beschreibt er das Kommen des Antichristen und dessen Fall.
Neben seinem Hauptwerk Rosa Mira schrieb er das Gedicht Eiserne Mystik (russisch: Железная мистерия), welches erst 1990 veröffentlicht wurde, und er es selbst als ein „poetisches Beispiel“ beschrieb. Ebenso schrieb er das Gedicht Russische Götter (russisch: Русские боги) (veröffentlicht 1993) und andere Werke.